# Mossknowe House
Mossknowe House ist ein Herrenhaus nahe der schottischen Ortschaft Kirkpatrick-Fleming in der Council Area Dumfries and Galloway. 1971 wurde das Bauwerk in die schottischen Denkmallisten zunächst in der Kategorie B aufgenommen. Die Hochstufung in die höchste Denkmalkategorie A erfolgte 1987.

## Beschreibung
Das Gebäude liegt isoliert zwischen der A74(M) im Norden und dem Kirtle Water im Süden rund einen Kilometer südöstlich von Kirkpatrick-Fleming. Es wurde im Jahre 1767 nach einem Entwurf des Architekten William Craik erbaut. Mossknowe House ist ein ein- bis zweistöckiges Herrenhaus mittlerer Größe, das im palladianischen Stil gestaltet ist. Der zweistöckige, giebelständige Mittelteil ist drei Achsen weit. Der Eingangsbereich mit Fries und Architrav befindet sich an der Nordseite, während von der gartenseitigen Südfassade eine Auslucht hervortritt. Die Fenster sind mit Gesimse bekrönt und die Giebelflächen als Dreiecksgiebel gestaltet. Zu beiden Seiten gehen einstöckige Flügel mit Flachdächern ab. Sie schließen mit umlaufenden Balustraden. Die angrenzenden Gebäudeteile schließen mit Walmdächern.